# Michael Graves

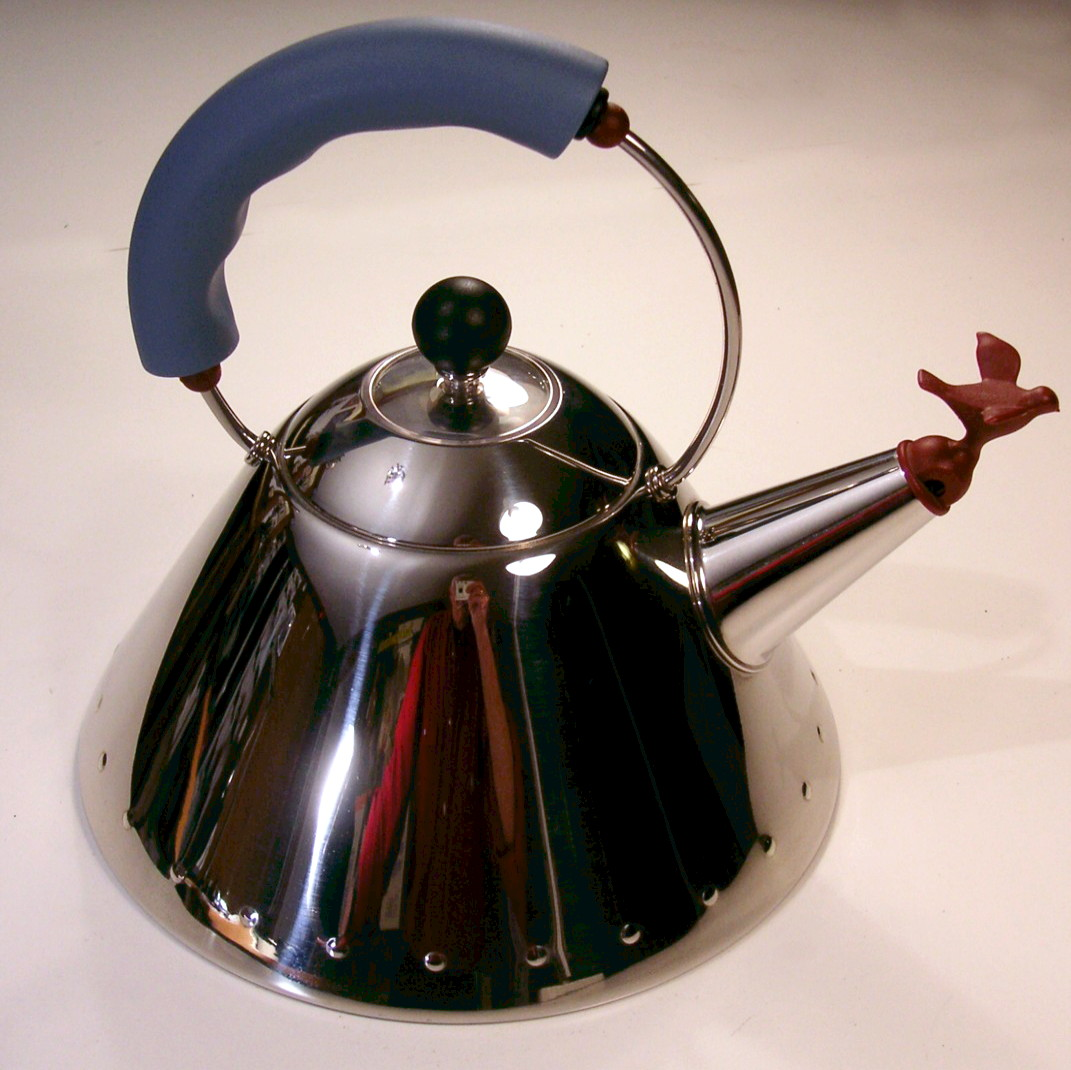
Design by Graves

Michael Graves (Indianapolis, 9 de julho de 1934 – Princeton, 12 de março de 2015) foi um arquiteto pós-moderno estadounidense. Tornou-se especialmente famoso pelos adereços domésticos de design que criou e que são vendidas pela empresa Target, além uma vasta gama de produtos criados para Phillips, Black and Decker e Disney. 

## Biografia

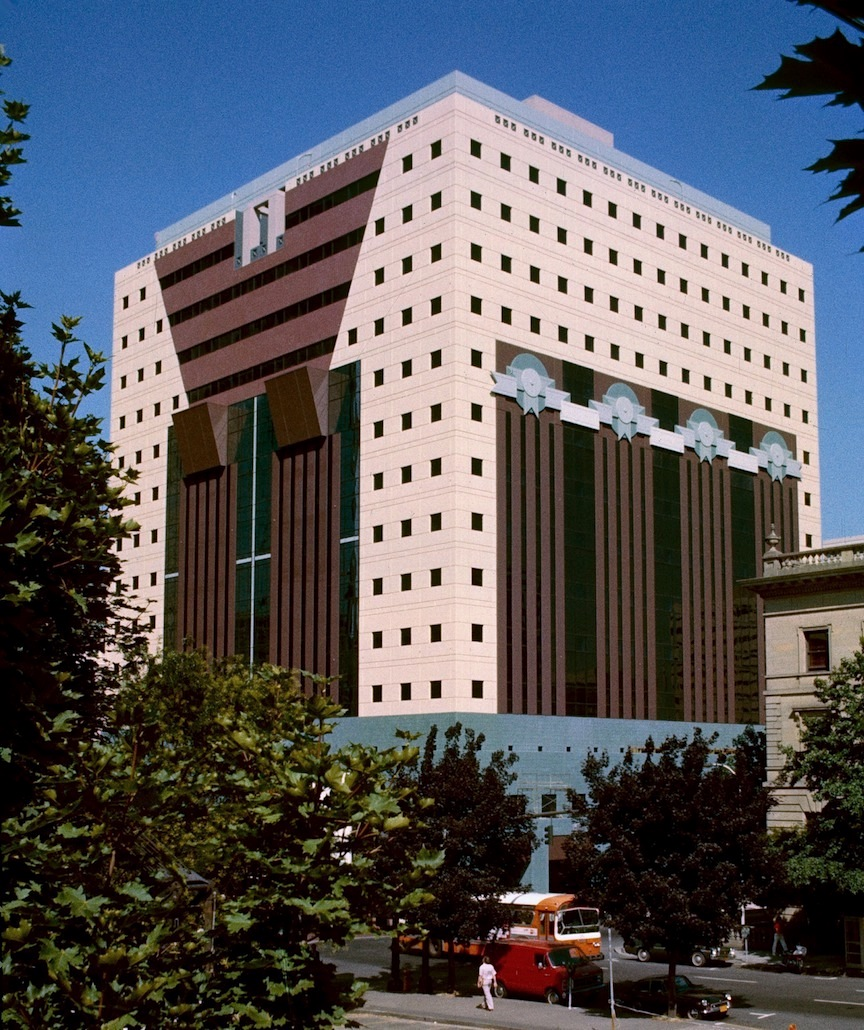
Edificio Portland

Nascido em Indianápolis em 9 de julho de 1934, Michael Graves obteve um diploma de bacharel em 1958 pela Faculdade de Design da Universidade de Cincinnati, Ohio, e mestrado em arquitetura (1959) na Universidade de Harvard.
Em 1960, recebeu o Prêmio Roma da Academia Americana em Roma, onde, de 1960 a 1962, estudou os grandes edifícios locais antigos. Sua exposição a essas estruturas arquitetônicas não só seria o ímpeto para sua saída do modernismo, mas também seria evidente em seus últimos edifícios pós-modernos. Ao retornar aos Estados Unidos em 1962, ele aceitou um cargo de professor na Escola de Arquitetura da Universidade de Princeton, onde ele ensinaria por quase 40 anos.
Fora da sala de aula, Graves era um arquiteto modernista ativo, e as estruturas que ele projetou abraçaram o movimento completamente, com linhas limpas e ornamentação mínima.
No final da década, Graves fazia parte de um prestigiado grupo de arquitetos da Costa Leste conhecidos como "New York Five". Mas seu caso de amor com o modernismo não durou para sempre, no final da década de 1970, Graves começou a rejeitar o estilo moderno e desnudo do modernismo, e começou a procurar um repertório mais diversificado de formas arquitetônicas que seriam mais acessíveis ao público.
Seu primeiro design em seu novo estilo foi o Plocek House, que foi construído em 1977 em Warren, Nova Jersey. Com esse único edifício, Graves inaugurou um novo movimento, o pós-modernismo, que deixou a frieza do modernismo em favor de um estilo inspirado nas estruturas clássicas que Graves viu enquanto estudava em Roma. Graves viu o estilo como um passo à frente e um que tornaria a arquitetura mais acessível como uma forma de arte.
Graves expandiu seu novo trabalho durante a década de 1980, com foco em uma abordagem mais humanística da arquitetura, usando a cor de uma maneira que aqueceu as paisagens urbanas de uma maneira que os projetos modernistas nunca se atreveriam. 
Edifícios como o Portland Building no Oregon e Humana Building em Louisville, Kentucky, transformaram os edifícios públicos em elementos estilizados e com cores.
eus trabalhos corporativos incluem a sede da Walt Disney Company em Burbank, Califórnia, no qual  usava anãs de terracota, de quase 6 metros de altura, para segurar o frontão clássico em uma interpretação pós-moderna caprichosa Do Partenon. além de outros edifícios para a Disney em todo o mundo.
Graves também estava associado com o famoso Grupo de designers de Memphis organizado em Milão por Ettore Sottsass, que buscava trazer pós-modernismo para design de produtos e mobiliário.  
Graves iniciou uma parceria longa e bem sucedida com a empresa italiana de utensílios de cozinha Alessi. Sua famosa chaleira de aço inoxidável (1985) para Alessi (formalmente conhecida como a chaleira 9093), com seu alegre pássaro apito vermelho e manípulo azul-céu, tornou-se o produto mais vendido da empresa e ainda está em produção hoje. 
Graves também uniu forças com o varejista de massa Target para desenvolver uma linha de produtos de cozinha que vão desde torradeiras até espátulas. Seus projetos eram atraentes e acessíveis, e eles ajudaram a tornar Graves um nome familiar. O slogan que o Target anexou à sua linha de produtos refletiu a missão do designer: "O bom design deve ser acessível a todos".
Em 2003, Graves ficou paralisado da cintura depois que sofreu uma infecção da medula espinhal. Enquanto se recuperava em um hospital, Graves rapidamente percebeu as deficiências do design da sala, que não abordava as necessidades do indivíduo ligado à cadeira de rodas. Então, ele buscou redesenhar salas de recuperação e outros objetos onipresentes, como cadeiras de rodas, bastões para caminhada e barras de apoio de banheira para torná-los mais funcionais, mais confortáveis e mais atraentes.
Ele tornou-se uma força na defesa dos deficientes, tanto por meio de seus atos como por seus projetos. 
Graves morreu em Princeton, Nova Jersey, em 12 de março de 2015, aos 80 anos.

## Galeria

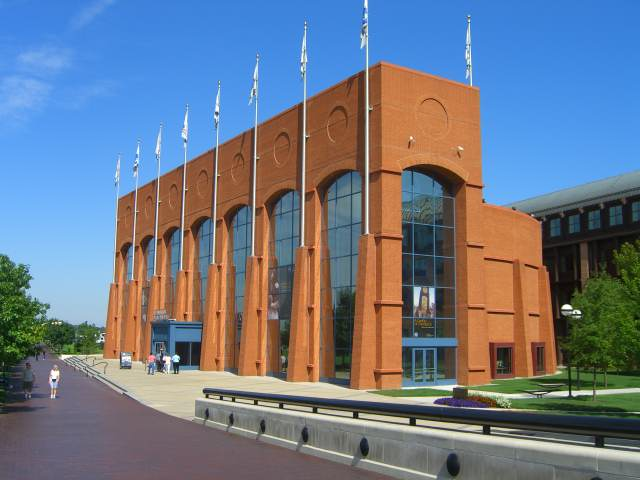
NCAA Hall of Champions em Indianapolis, Indiana.
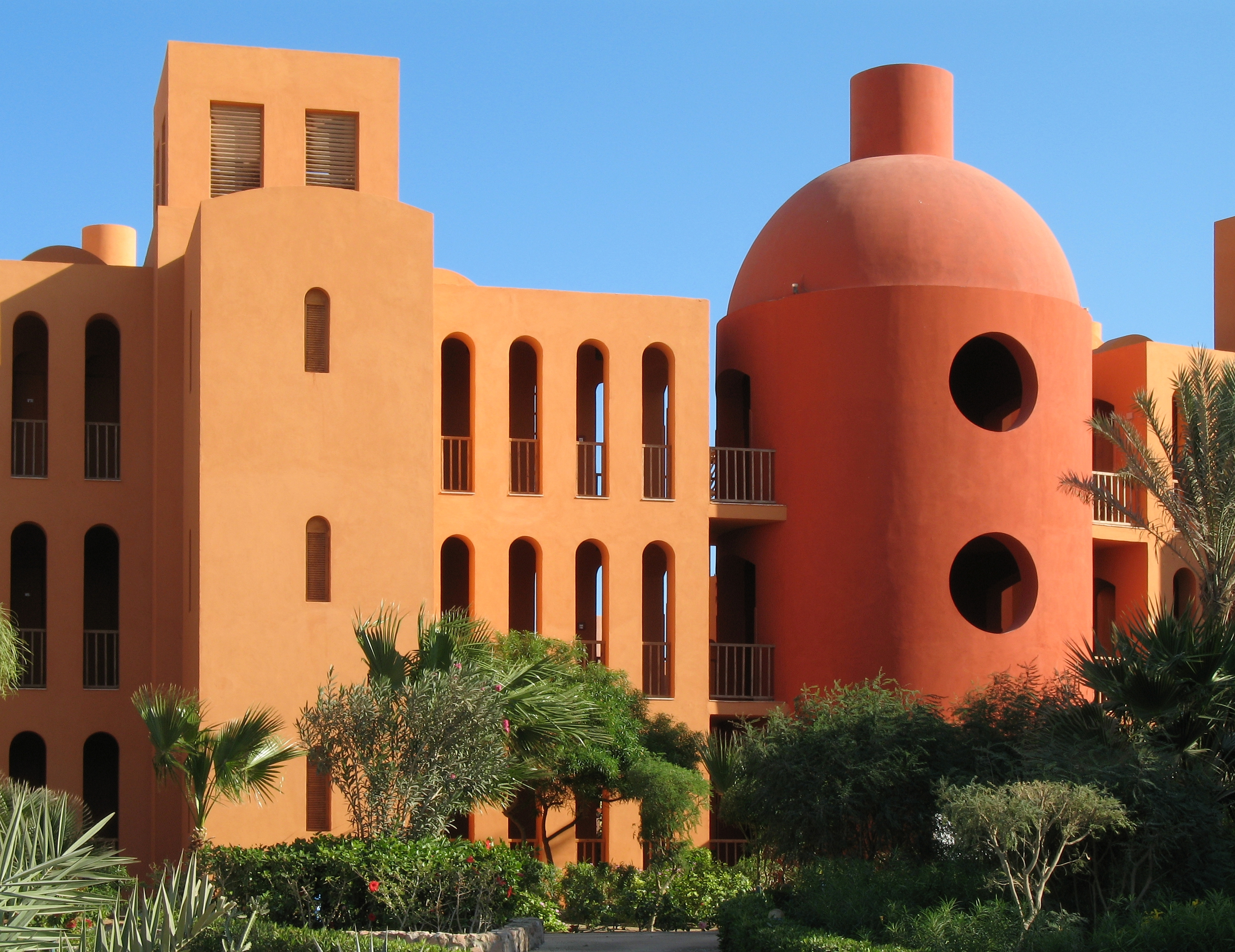
Hotel Steigenberger em El Gouna, Egito, em associação com Ahmed Hamdy
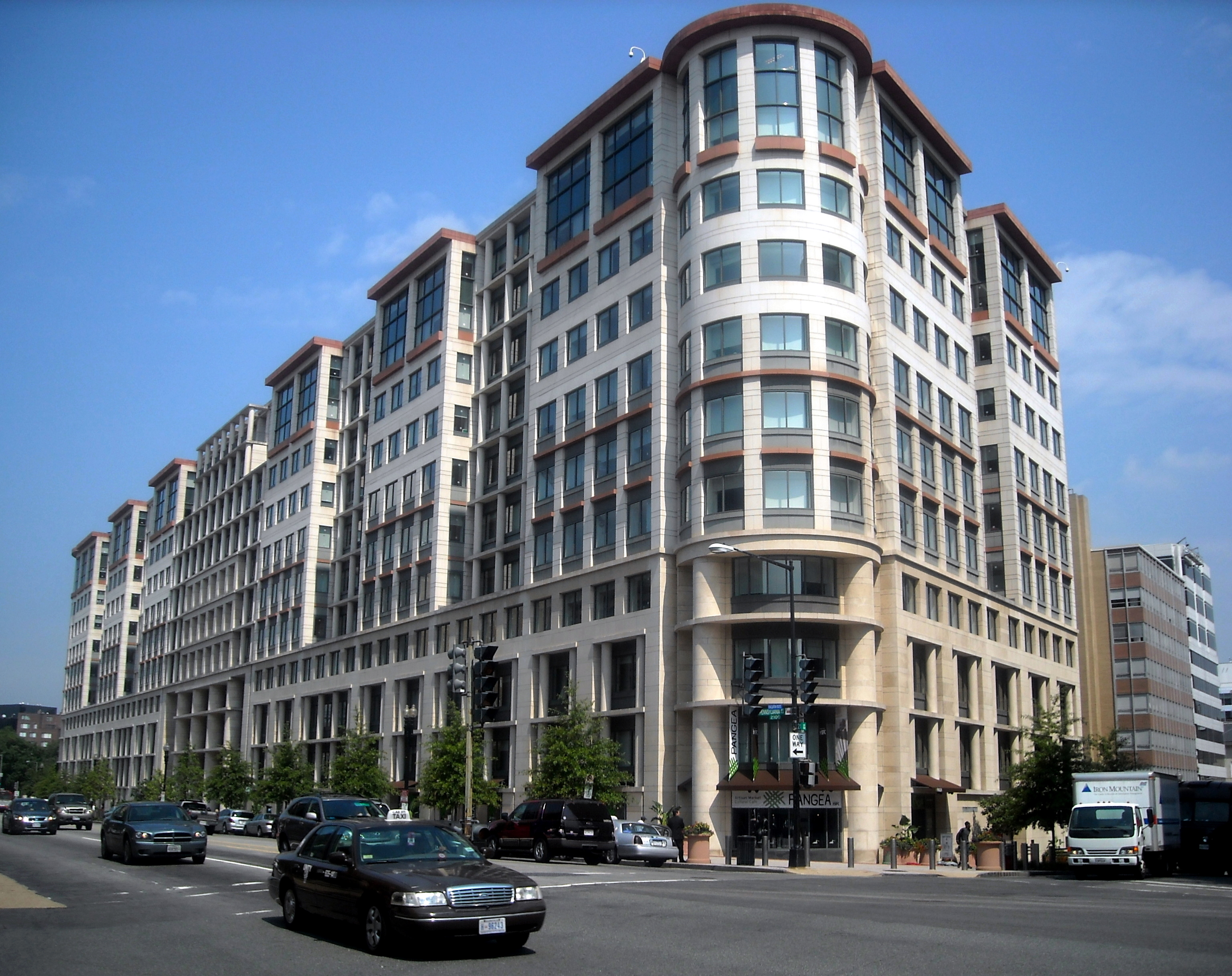
International Finance Corporation em Washington, D.C.